# Прошек
Под називом прошек се подразумијевају далматинска десертна вина, која по сорти винове лозе и начину производње, могу бити веома различита. Њихова боја, мирис (буке), као и укупан квалитет је међусобно различит.
У вријеме СФР Југославије, велике винарије из Шибеника и Сплита, су покушавале етаблирати винске сорте и на европском тржишту. Једно од водећих вина из тог периода је „Диоклецијан“, који је највише због своје повољне цијене остварио одређену популарност у иностранству. По квалитету се то вино, није могло мјерити са водећим маркама свјетских вина. У међувремену се квалитет овог вина поправио, мада се и даље не може убројити у изврсна свјетска вина.

## Производња и карактеристике
Добри прошеци, се производе и његују методом званом пасито (passito). Презрели материјал се пажљиво сакупи и на сламнатим подлогама или пластичним фолијама отприлике једну седмицу на сунцу суши. Губитком течности се повећава удио шећера. Код квалитетнијих продуката се тако припремљено грожђе, пребацује у бурад гдје се, уз хлађење оставља да ври, све док врење на достигнутих 15-16% vol само не престане.
Та вина, и поред максималне разградње шећера у поступку врења, на крају и даље садрже шећера више од 120 грама по литру. У слабије родним годинама, грожђе у поступку врења разгради комплетан шећер, тако да би се добио солидан прошек се или врење скрати или му се дода одређена количина воћног сирупа. Састав основних вина је веома различит. Најчешће и најдоминантније сорте су богдануша, марастина и вугава, којима се додају мање количине, често само локално познатих сорти. На Хвару се производи, португалским ликерским винима (порто) слична, сорта прошека по имену мали плавац.
Заједничка карактеристика ових вина није описива; у сваком случају су све њихове варијанте релативно интензивне, дјелимично и наметљиво слатке и са посебно великим постотком алкохола од 15 - 17% vol. Вина са великим удјелом богдануше имају освјежавајући остатак киселине и поред тежине и слаткоће дјелују лагано и живо. На основу вугаве направљени прошеци, подсјећају често на слатки шери. За најбоље међу прошецима важе они, који су направљени од малог плавца као и куве (cuvée) богдануше и вугаве.
Успјеле и пажљиво одабране сорте прошека, заслужује пажњу. Одличне су и након више година, али се у флаши не развијају даље.